# Łapa laboratoryjna
Łapa – metalowy sprzęt laboratoryjny, rodzaj regulowanego uchwytu, przy pomocy którego montuje się elementy aparatury szklanej do kratownicy lub stojaka.

## Konstrukcja łap
Łapy składają się z pręta łączącego i uchwytu.
Pręt łączy się z kratownicą lub stojakiem za pomocą małego imadełka, który czasami nazywa się też łącznikiem. Taki sposób połączenia zapewnia możliwość regulacji położenia łapy zarówno w pionie jak i poziomie. Można ją też obracać względem kratownicy i stołu co ułatwia montowanie aparatury.
Składa się on z dwóch ramion, które zaciska się na szyjce kolb lub innych elementów aparatury szklanej przy pomocy specjalnej śruby regulacyjnej. Ramiona są zwykle wyścielone od wewnątrz korkiem, filcem albo tworzywami sztucznymi, po to aby uniknąć bezpośredniego kontaktu szkła z metalem, co mogłoby grozić pękaniem szkła.

## Rodzaje łap

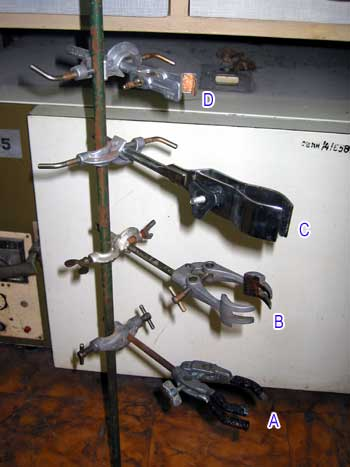
Łapy laboratoryjne

Łapy różnią się rozmiarami, maksymalnym kątem rozwarcia, minimalnym rozmiarem szczeliny oraz rozmaitymi innymi szczegółami konstrukcyjnymi uchwytów.
Najprostsze konstrukcyjnie i najbardziej uniwersalne są łapy trójpalczaste (A na rysunku) produkcji firmy Bibby (Wielka Brytania). Łapy te mają kąt rozwarcia dochodzący do niemal 180°  i jednocześnie nie mają ogranicznika minimalnego rozmiaru szczeliny tzn. można jej ramionami złapać najcieńszy nawet pręt szklany. Dzięki temu można przy jej pomocy montować aparaturę o dużej średnicy jak i małej. Ich śruba regulacyjna jest zamocowana mimośrodowo i ma duży skok. Ich zaletą jest też to, że nie posiadają one przymocowanego na stałe wyścielenia, a zamiast tego stosowane są zdejmowalne rurki, które po zalaniu kwasem lub spaleniu można wymienić.
Bardziej skomplikowane, ale o dość podobnej konstrukcji są czteropalczaste łapy (B na rysunku) produkcji firmy Durover (Francja). Posiadają one również mimośrodowo zamocowaną śrubę regulacyjną i mogą się rozwierać do niemal 180°. Posiadają one ogranicznik minimalnego rozmiaru szczeliny, dzięki czemu są nieco bezpieczniejsze w użyciu, ale też jednocześnie  nieco mniej uniwersalne. Ich konstrukcja uniemożliwia też wymianę wyścielenia ramion. Mają one jednak bardzo trwałe wyścielenie korkowe, które wytrzymuje nawet drastyczne warunki pracy.
Łapa C jest przykładem produkowanej od lat konstrukcji produkcji DHN (Dom Handlowy Nauki). Łapa ta ma śrubę regulacyjną o bardzo małym skoku zamontowaną prostopadle do kierunku rozwarcia ramion, co powoduje, że jej rozkręcanie i zakręcanie zajmuje dużo czasu. Kąt rozwarcia tej łapy jest mały – maksymalnie rzędu 25° a minimalna szczelina jest duża. Łapa jest wyścielona filcem, który szybko ulega zniszczeniu pod wpływem temperatury i agresywnych związków chemicznych. Nie jest ona produkowana ze stopów nierdzewnych lecz ze blachy chromowanej - po odpadnięciu powłoki chromowej szybko ulega korozji.
Konstrukcja D produkcji firmy Durover to przykład tzw. mikrołapy – posiadającej specjalny kształt obu ramion ułatwiający montowanie cienkich rurek szklanych takich jak np. biuret, pipet czy wąskich probówek. Nie ma ona mimośrodowej śruby regulacyjnej i ma niewielki kąt rozwarcia ramion, ale skok śruby jest dość duży. Nie jest ona przeznaczona do montowania dużej aparatury.
Oprócz typowych łap metalowych mocowanych na statywach pionowych, w laboratorium korzysta się również z drewnianych łap do probówek. Łapa drewniana do probówek umożliwia np. ogrzewanie zawartości probówki bez konieczności trzymania probówki ręką. Za pomocą łapy chwyta się probówkę umieszczoną w statywie i przenosi do strefy ogrzewania, a po skończonej pracy znów umieszcza się probówkę w statywie na probówki. Łapa taka ma dźwignię sprężynującą, która dociska ramiona łapy wokół próbówki, dzięki czemu po złapaniu probówki jest ona stale utrzymywana bez konieczności przykładania dodatkowej siły. Istnieją specjalne pionowe statywy drewniane umożliwiające zamocowanie takiej drewnianej łapy na stałe na określonej wysokości, ale warunkiem jest specjalnie wyprofilowana końcówka łapy. Drewniane łapy do probówek nie są odporne na żrące chemikalia (zwłaszcza silne kwasy).